# Криницьке лісництво
Криницьке лісництво» — територіально-виробнича одиниця ДП «Бучацьке лісове господарство» Тернопільського обласного управління лісового та мисливського господарства, підприємство з вирощування лісу, декоративного садивного матеріалу.

## Відомості
Площа лісових насаджень — 3215,0 га, в тому числі в Монастириському районі — 3168,0, в Бучацькому — 43,0.

## Об'єкти природно-заповідного фонду
На території лісництва знаходиться ? об'єктів природно-заповідного фонду: